# Anuchnubel
Anuchnubel är en bergstopp i Schweiz. Den ligger i distriktet Raron och kantonen Valais, i den centrala delen av landet, 60 km sydost om huvudstaden Bern. Toppen på Anuchnubel är 3 588 meter över havet.